# 三氟化铥
三氟化铥是一种无机化合物，化学式为TmF3。

## 制备
氟化铥可由硫化铥和氢氟酸反应，再将沉淀灼烧得到：
3 Tm2S3 + 20 HF + (2+2x)H2O → 2 (H3O)Tm3F10·xH2O↓ + 9 H2S↑（x=1.7）
(H3O)Tm3F10 → 3 TmF3 + HF↑ + H2O↑
氧化铥和氟化氢、三氟化氮、二氟化氙等氟化剂反应，也能得到三氟化铥，其中和三氟化氮的反应并不完全，生成的是TmOF和TmF3的混合物。